# Định lý Taniyama–Shimura
Định lý Taniyama–Shimura  là một định lý xây dựng một mối liên hệ quan trọng giữa các đường cong elip, một khái niệm trong hình học đại số và các dạng modular, là các hàm holomorphic tuần hoàn được miêu tả trong lý thuyết số. Định lý này bắt nguồn từ giả thuyết Taniyama-Shimura, còn phần chứng minh được Andrew Wiles, Christophe Breuil, Brian Conrad, Fred Diamond và Richard Taylor hoàn chỉnh. Việc Andrew Wiles hoàn tất chứng minh định lý Taniyama-Shimura trực tiếp dẫn đến chứng minh định lý lớn Fermat nổi tiếng của Pierre de Fermat.
Nếu p là một số nguyên tố và E là một đường cong elip trên tập Q, tập số hữu tỉ, ta có thể rút gọn phương trình xác định E modulo p với mọi giá trị của p. Nhưng nếu với giá trị của p hữu hạn, ta có thể tìm được một đường cong elip trên trường hữu hạn {\displaystyle F_{p}} với {\displaystyle n_{p}} phần tử. Khi đó dãy:
{\displaystyle a_{p}=n_{p}-p}
là một bất biến quan trọng của đường cong elip E.
Mọi dạng modular đều phát triển thành một dãy số bằng biến đổi Fourier. Một đường cong elip có dãy số thích hợp với một dạng modular thì được gọi là modular. Định lý Taniyama–Shimura phát biểu như sau:
Mọi đường cong elip trên tập Q đều là modular